# Fabio Baldé
Fabio Amado Uri Baldé (*  20. Juli 2005 in Hamburg) ist ein deutsch-portugiesischer Fußballspieler. Der Flügelspieler spielt seit seiner Jugend beim Hamburger SV.

## Persönliches
Baldé wurde als Sohn einer portugiesischen Mutter und eines guinea-bissauischen Vaters in Hamburg geboren. Er wuchs im Stadtteil Wilhelmsburg im Süden der Elbmetropole auf und lebte zwischenzeitlich für vier Jahre in Portugal. Baldé besaß bis zu seinem 19. Lebensjahr ausschließlich die portugiesische Staatsangehörigkeit. Im Oktober 2024 erhielt er per Einbürgerung auch die deutsche Staatsangehörigkeit.

## Karriere

### Im Verein
Baldé trat als Kind bei Einigkeit Wilhelmsburg gegen den Ball, bevor er bis zur C-Jugend (U15) im Hamburger Stadtteil Billstedt beim SC Vorwärts-Wacker 04 spielte und dann zur Saison 2020/21 in das Nachwuchsleistungszentrum des Hamburger SV wechselte. Dort spielte er in seinem ersten Jahr mit den B2-Junioren (U16) in der zweitklassigen B-Junioren-Regionalliga Nord. Anschließend war der Flügelspieler in der Saison 2021/22 mit den B1-Junioren (U17) in der B-Junioren-Bundesliga Nord/Nordost aktiv. Zur Saison 2022/23 rückte Baldé zu den A-Junioren (U19) von Oliver Kirch auf, die in der A-Junioren-Bundesliga Nord/Nordost spielten. Während der Länderspielpause im März 2023 trainierte der 17-Jährige unter Tim Walter erstmals mit der Profimannschaft und bestritt ein Testspiel gegen den Zweitligakonkurrenten Eintracht Braunschweig.
In der Saison 2023/24, seinem letzten Juniorenjahr, war er Mannschaftskapitän der U19 und kam bis zur Winterpause auf sieben Bundesligaeinsätze (zwei Tore, fünf Vorlagen). Parallel spielte er mit der zweiten Mannschaft in der viertklassigen Regionalliga Nord seine ersten Pflichtspiele im Herrenbereich. Im Januar 2024 durfte Baldé zudem unter Walter die Wintervorbereitung mit der Profimannschaft absolvieren. Anschließend kam er ausschließlich für die zweite Mannschaft zum Einsatz, für die er in insgesamt 19 Regionalligaspielen auflief. Ende Mai 2024 bestritt Baldé beim Finalsieg im Hamburger A-Junioren-Pokal sein letztes Juniorenspiel.
Die Vorbereitung auf die Saison 2024/25 absolvierte Baldé mit der Profimannschaft. Am 2. August 2024 debütierte er unter Steffen Baumgart, der den HSV im Februar 2024 übernommen hatte, in der 2. Bundesliga, als er bei einem 2:1-Sieg gegen den 1. FC Köln im Laufe der 2. Halbzeit eingewechselt wurde. Im September 2024 unterschrieb Baldé einen langfristigen Profivertrag. Mit dem HSV ist er in der Saison 2024/25 aufgestiegen in die Bundesliga.

### In der Nationalmannschaft
Da Baldé zunächst ausschließlich portugiesischer Staatsbürger war, musste er Einladungen des DFB absagen. Obwohl auch der portugiesische Verband bei ihm anfragte, entschied er sich für den DFB und debütierte im Oktober 2024 kurz nach seiner Einbürgerung unter Hannes Wolf in der deutschen U20-Nationalmannschaft.

## Erfolge
- Aufstieg in die Bundesliga: 2025 (Hamburger SV)
- Hamburger A-Junioren-Pokalsieger: 2024